# 科拉普特
科拉普特（Koraput），是印度奥里萨邦Koraput县的一个城镇。总人口39523（2001年）。

## 人口
该地2001年总人口39523人，其中男性20569人，女性18954人；0—6岁人口4637人，其中男2328人，女2309人；识字率67.70%，其中男性为75.55%，女性为59.19%。